# Elduayen
Elduayen (oficialmente en euskera: Elduain) es un municipio y localidad española de la provincia de Guipúzcoa, en el País Vasco. Cuenta con una población de 250 habitantes (INE 2024).

## Toponimia
Elduayen se originó probablemente como una forma sincopada de la expresión en lengua vasca Eldua goien (lugar más alto de Eldua), según refiere Luis María Mujika. Del topónimo "Elduarain" referido al río que cruza el valle puede inferirse que se refiere a "Eldu-aran-goien", es decir, la cabecera superior del valle de Eldua.
Aunque Eldua es el nombre del núcleo de población más cercano a Elduayen valle abajo, no cabe suponer que Eldua sea una población más antigua y que Elduayen surgió originariamente como un barrio alto de Eldua y que creció hasta superar al núcleo original, porque los topónimos surgen como denominaciones de lugar y no vinculados a un núcleo poblacional. Sobre el topónimo Eldua, este es de origen desconocido; tal vez tenga relación con la idea de ildoa (hendidura o surco).
El nombre vasco de la localidad, Elduain, es una evolución oral de la forma originaria, tradicional y antigua: Elduayen. Hasta finales del XX fue la forma popular utilizada para denominar a la población al hablar en lengua vasca. La Real Academia de la Lengua Vasca optó por normalizar esta forma popular como nombre formal de la población en lengua vasca, en vez de oficializar Elduaien, que hubiera consistido en una adaptación del topónimo más formal a la ortografía moderna del euskera, y caso excepcional de cuatro vocales seguidas. Desde 1990 el municipio se denomina oficialmente Elduain. El gentilicio es elduaindarra.
El río que cruza el valle y que desemboca en el Oria, si bien oficialmente recibe el nombre de río Elduayen, se denomina, sucesivamente, en Berastegi Zelaiko erreka, en Elduayen Beobi (Berrobi) erreka y, a partir de Eldua, Elduarain erreka; erreka significa río en euskera.

## Demografía
Elduayen cuenta con una población de 250 habitantes (INE 2024).
| Gráfica de evolución demográfica de Elduayen entre 1842 y 2021                                                      |
| |
| Población de derecho según los censos de población del INE Población de hecho según los censos de población del INE |

## Administración y política
Por no corresponder legalmente la corporación al PP, que había obtenido 1 solo voto frente a 83 nulos en las elecciones municipales del 2007, se creó una Gestora local de ciudadanos de la propia localidad dispuestas a asumir las responsabilidades de gestión del municipio.
| Partido político                                                                    | 2015  | 2015       | 2011  | 2011       | 2007 | 2007       | 2003        | 2003        | 1999  | 1999       | 1995  | 1995       |
| Partido político                                                                    | %     | Concejales | %     | Concejales | %    | Concejales | %           | Concejales  | %     | Concejales | %     | Concejales |
| Euskal Herria Bildu (EH Bildu)-Bildu                                                | 46,08 | 5          | 84,62 | 4          | —    | —          | —           | —           | —     | —          | —     | —          |
| Partido Popular del País Vasco (PP)                                                 | —     | —          | 0,00  | 0          | 4,00 | 4          | 0,00        | 0           | —     | —          | —     | —          |
| Euzko Alderdi Jeltzalea-Partido Nacionalista Vasco (EAJ-PNV)-Eusko Alkartasuna (EA) | —     | —          | —     | —          | —    | —          | 92,88       | 5           | —     | —          | —     | —          |
| Euskal Herritarrok (EH)-Herri Batasuna (HB)                                         | —     | —          | —     | —          | —    | —          | Ilegalizado | Ilegalizado | 74,06 | 5          | 63,73 | 4          |
| Ekintza (EK)                                                                        | —     | —          | —     | —          | —    | —          | —           | —           | —     | —          | 34,72 | 1          |